# چالئوانکا
چالئوانکا (به اسپانیایی: Chalhuanca) یک شهرک در پرو است که در استان آیمارائس واقع شده‌است. چالئوانکا ۲٬۸۸۸ متر بالاتر از سطح دریا واقع شده‌است.
این شهرک دارای جمعیتی نزدیک به ۲۸۰۰۰ نفر است که اغلب در کشاورزی و معدن کار می‌کنند.

## فرهنگ
یکی از مهم‌ترین جاذبه‌های فرهنگی دراین منطقه، Fiesta Señor de Ánimas ـ جشنواره ارباب حیوانات ـ  یک  جشنواره اصلی در منطقه اپوریماک  است، و به عنوان جشن حمایتی ارباب ارواح چالئوانکا شناخته می‌شود که از ۲۵ ژوئیه تا ۵ اوت هر سال برگزار می‌شود. این مراسم توسط وزارت فرهنگ  پرو به عنوان یک میراث فرهنگی کشور اعلام شد.
- فهرست شهرهای پرو